# Governació de Gafsa
La governació o wilaya de Gafsa (àrab: ولاية قفصة, wilāyat Qafṣa) és una divisió administrativa de primer nivell de Tunísia al sud-oest del país, a la zona predesèrtica. Limita amb cinc governacions. Té una superfície de 8.990 km² i la població l'any 2008 estava estimada en 332.400 habitants (326.000 l'any 2005). La capital és la ciutat de Gafsa.

## Economia
La seva riquesa principal són els fosfats descoberts el 1885 a Mdhilla, Metlaoui, Redeyef i Moularès, explotats per la Compagnie des Phosphates de Gafsa.
La capital compta amb un aeroport internacional, l'Aeroport Internacional de Gafsa-Ksar.
La seva activitat econòmica es complementa amb l'agricultura (principalment oliveres) i la ramaderia. Té dues zones industrials, a El Aguila i a Metlaoui.

## Organització administrativa
La governació fou creada el 21 de juny del 1956. El 4 de desembre de 1973 va perdre una part del seu territori per crear la nova governació de Sidi Bou Zid i el 1981 se'n va segregar la nova governació de Tozeur.
El seu codi geogràfic és 61 (ISO 3166-2:TN-12).

### Delegacions
Està dividida en onze delegacions o mutamadiyyes i 76 sectors o imades:
- Gafsa Nord (61 51)
  - Guetis (61 51 51)
  - Er-Rahiba (61 51 52)
  - Er-Rahiba Sud (61 51 53)
  - Ksour El Akhoua (61 51 54)
  - El Mouthidès (61 51 55)
  - Fej (61 51 56)
  - Menzel Mimoun (61 51 57)
- Sidi Aïch (61 52)
  - Sidi Aïch (61 52 51)
  - Sidi Aïch Est (61 52 52)
  - El Amaïma (61 52 53)
  - Menzel Gamoudi (61 52 54)
  - El Karia (61 52 55)
  - Es-Souinia (61 52 56)
- El Ksar (61 53)
  - El Ksar (61 53 51)
  - El Ksar Est (61 53 52)
  - Lala (61 53 53)
  - Cité Hached (61 53 54)
  - Amra (61 53 55)
  - El Matar (61 53 56)
- Gafsa Sud (61 54)
  - Gafsa Ville (61 54 51)
  - Gafsa Est (61 54 52)
  - Cité Essourour (61 54 53)
  - El Assala (61 54 54)
  - Sidi Ahmed Zarrouk (61 54 55)
  - Oued Ailou (61 54 56)
  - El Moula (61 54 57)
  - Cité Ennour (61 54 58)
  - Cité Ech-Chabab (61 54 59)
  - El Aguila (61 54 60)
  - Kef Derbi (61 54 61)
  - En-Nadhour (61 54 62)
- Oum El Araies (61 55)
  - Oum El Aksab (61 55 51)
  - Sidi Boubaker (61 55 52)
  - Oum El Araies Centre (61 55 53)
  - Oum El Araies Gare (61 55 54)
  - Ech-Channoufia (61 55 55)
  - Es-Souitir (61 55 56)
  - Daouara (61 55 57)
- Redeyef (61 56)
  - Redeyef Centre (61 56 51)
  - Redeyef Nord (61 56 52)
  - Redeyef Sud (61 56 53)
  - Redeyef Gare (61 56 54)
  - Tabdit (61 56 55)
- Metlaoui (61 57)
  - Metlaoui Centre (61 57 51)
  - Metlaoui Gare (61 57 52)
  - El Mzirâa (61 57 53)
  - Krichet Nâam (61 57 54)
  - Cité El Amel Ouest (61 57 55)
  - Cité El Amel Est (61 57 56)
  - Thalja (61 57 57)
  - Oued El Arta (61 57 58)
  - El Magroun (61 57 59)
  - Segui Sud (61 57 60)
- El Mdhila (61 58)
  - Mdhila Centre (61 58 51)
  - Cité des Travailleurs (61 58 52)
  - Sahib (61 58 53)
  - El Segui (61 58 54)
- El Guetar (61 59)
  - El Guetar Ouest (61 59 51)
  - El Ortos (61 59 52)
  - El Guetar Est (61 59 53)
  - El Ongue (61 59 54)
  - Es-Saket (61 59 55)
  - Bir Sâad (61 59 56)
- Belkhir (61 60)
  - El Ayaïcha (61 60 51)
  - Belkhir (61 60 52)
  - Et-Talh Est (61 60 53)
  - Et-Talh Ouest (61 60 54)
  - Jbilet Ouest (61 60 55)
  - Ouled El Hadj (61 60 56)
- Sned (61 61)
  - Sned (61 61 51)
  - Sned Nord (61 61 52)
  - Sanouche (61 61 53)
  - Djedida (61 61 54)
  - Abdessadok (61 61 55)
  - Majoura (61 61 56)
  - Alim (61 61 57)

### Municipalitats
Està dividida en vuit municipalitats o baladiyyes i dues circumscripcions o dàïres:
- Gafsa (61 11)
  - Gafsa (61 11 11)
  - Cité Ennour (61 11 12)
- El Ksar (61 12)
- Oum El Araies (61 13)
- Redeyef (61 14)
- Metlaoui (61 15)
- Mdhila (61 16)
- Guetar (61 17)
- Sned (61 18)
- Belkhir (61 19)
- Sidi Aich (61 20)
- Lala (61 21)
- Sidi Boubaker (61 22)
- Zanouch (61 23)